# Samotrácia
Samotrácia (em grego: Σαμοθράκη; romaniz.: Samothráki) é uma ilha grega do norte do mar Egeu, na sua zona conhecida como mar da Trácia entre as ilhas de Imbros e Tasos, perto da costa da Trácia. Faz parte do arquipélago das ilhas Egeias do Norte. A ilha está poucos quilómetros a oeste da fronteira marítima entre a Grécia e Turquia. A extensão da ilha é 178 km2, tendo o ponto culminante no monte Fengari ou Saos com altitude de 1611 metros, e a sua população é reduzida, com menos de 2859 habitantes (censo de 2011). Depende da pesca e o turismo.
O nome da ilha é mundialmente conhecido pela escultura chamada Vitória de Samotrácia, que se encontra em lugar de destaque no museu do Louvre.

## Geografia
A superfície da ilha é de 178 quilômetros quadrados, com seu pico mais alto sendo de 1.611 metros. A esta altura, a Samotrácia é a maior ilha grega do mar Egeu, com exceção das duas ilhas, Creta e Eubéia.
A especialidade da ilha é devido à sua natureza virgem selvagem com montanhas íngremes, rica flora e fauna, florestas com plátanos, pinheiros, castanheiros, cedros e outras árvores, fontes, cachoeiras, pequenos lagos ao longo dos córregos da montanha. As florestas dos plátanos descem até as praias de Samotrácia e quase chegam ao mar.
A ilha é oval, com um litoral de 59 quilômetros, dos quais cerca de 35 são praias, a maioria delas pedregosas.
Devido ao excepcional estado ecológico da Samotrácia, a maior parte da área terrestre e dos terrenos marinhos adjacentes foram incluídos na Rede Natura 2000.

## Galeria

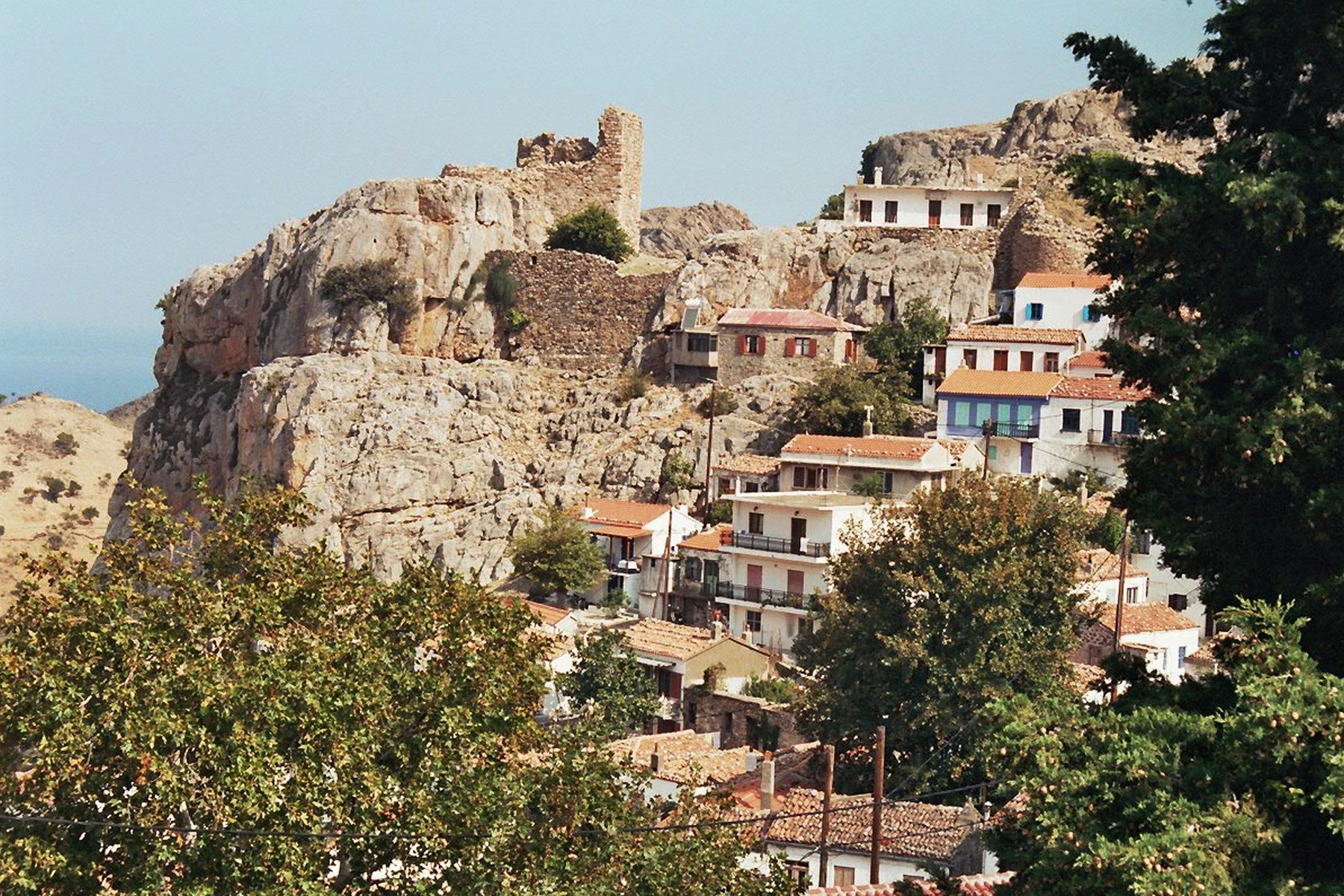
Hora Samothraki, ruínas do kastro (castelo)
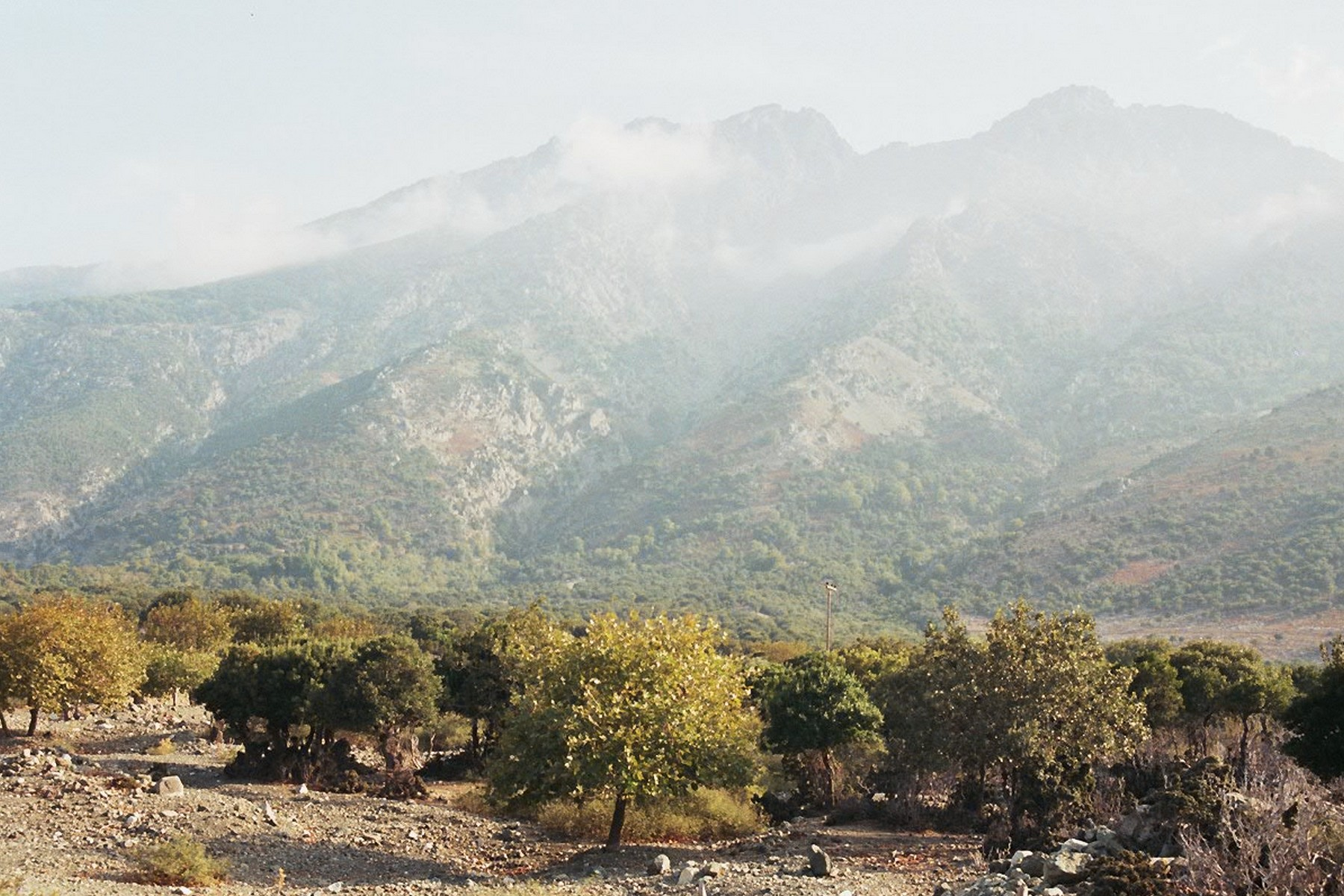
Vista do interior a partir da costa norte
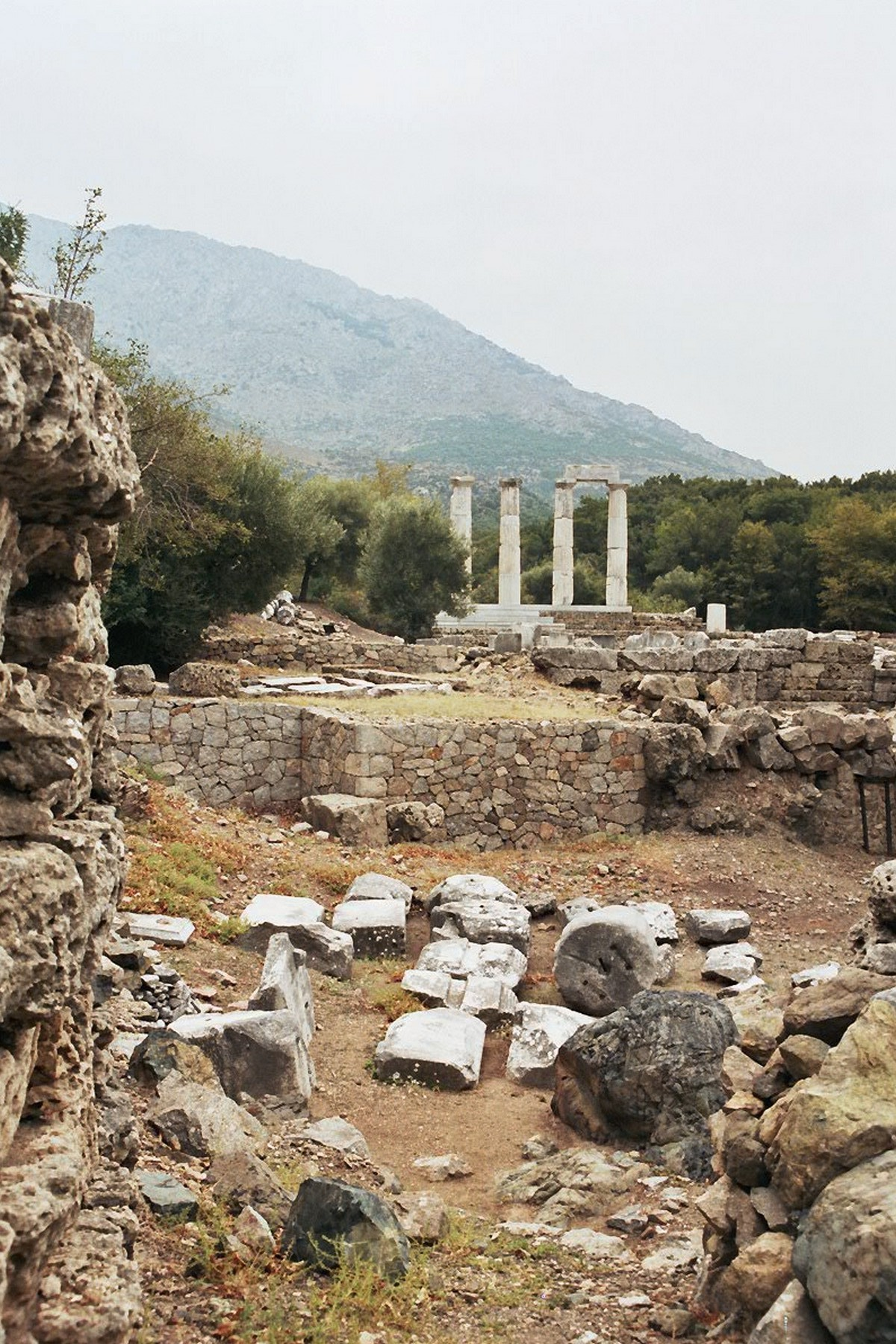
Santuário dos Grandes Deuses
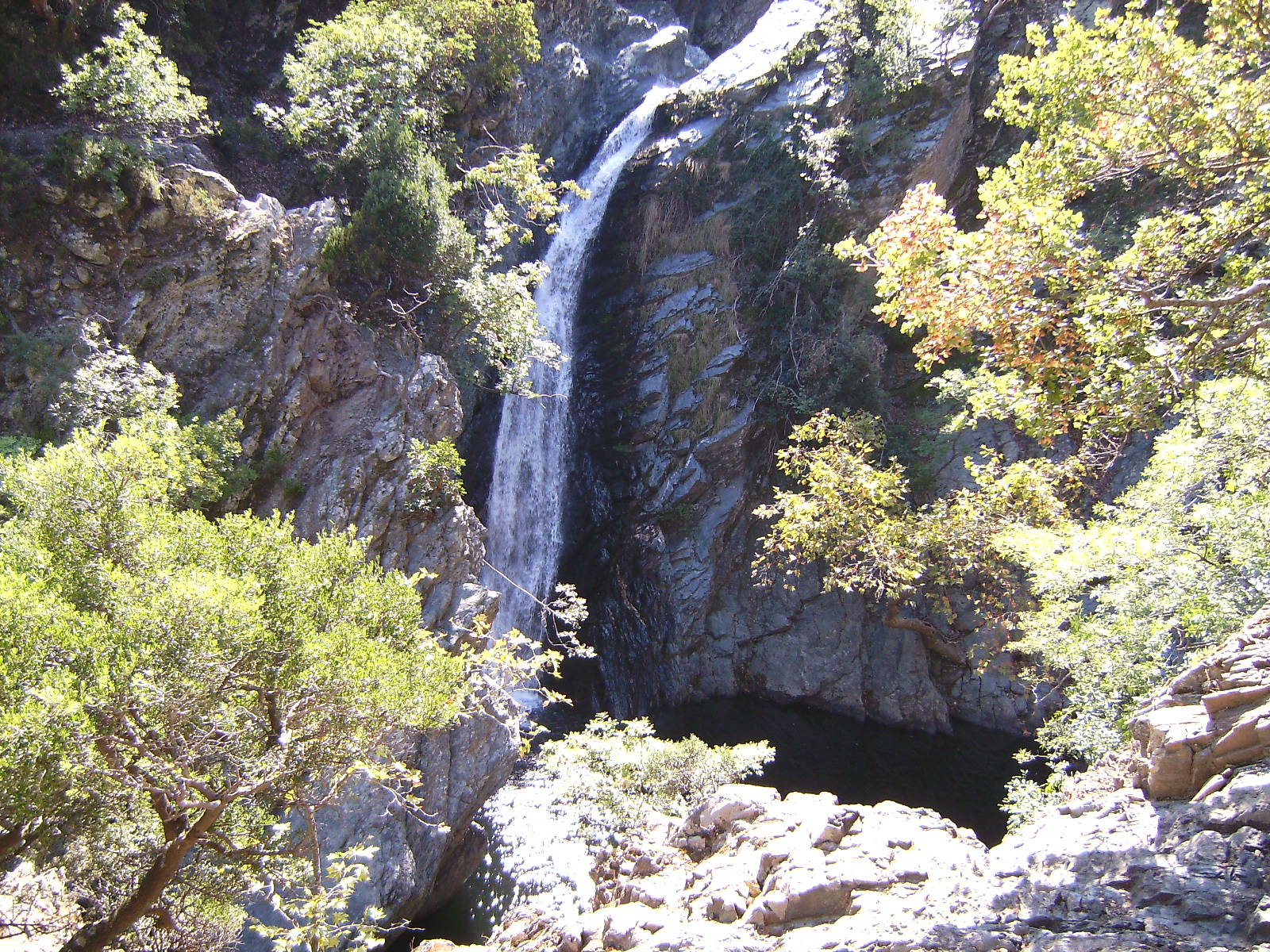
Cascada a Samotracia
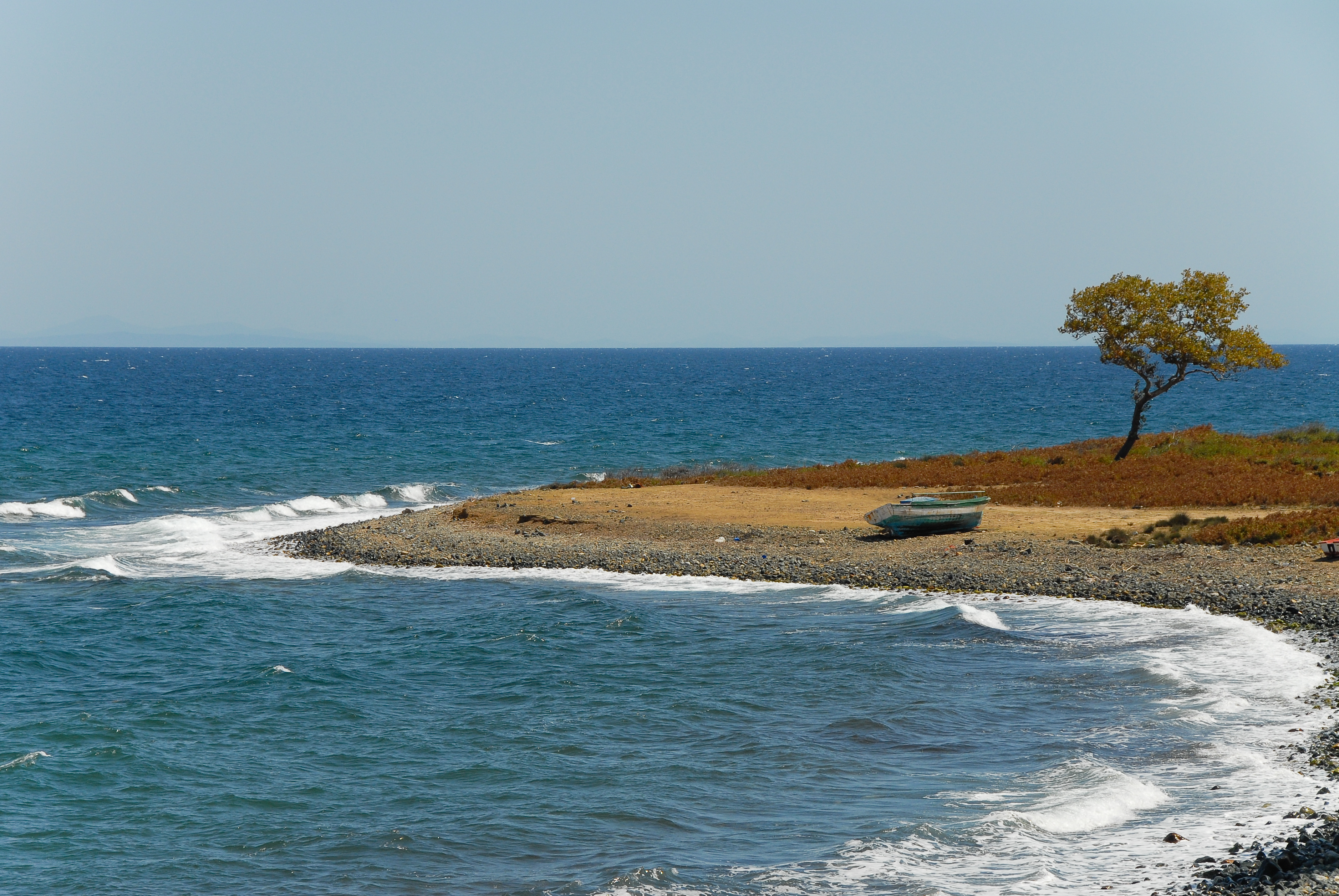
Praia em Samotrácia